# Maia Kollander
Maia Kollander, ameriška Slovenka, * 13. marec 1934.

## Odlikovanja in nagrade
Leta 1998 je prejela častni znak svobode Republike Slovenije z naslednjo utemeljitvijo: »za zaslužno ohranjanje stikov slovenskih izseljencev v Severni Ameriki z matično domovino in za druga dejanja v njihovo dobro«.